# 徐譽庭
徐譽庭（英語：Mag Hsu，1966年12月31日—），原名徐美娟，臺灣編劇、作家、製作人與導演。親愛的劇團藝術總監，於2012年成立影視製作公司「親愛的工作室」，2019年成立「南人電影有限公司」。籍貫山東。高雄縣東方工專第十七屆美工科畢業。曾任劇場編導、屏風表演班劇團經理，臺北故事劇場劇團經理。代表作品有電視劇《戰神》、《深情密碼》、《光陰的故事》、《我可能不會愛你》、《罪美麗》、《荼蘼》、《不夠善良的我們》以及電影《誰先愛上他的》。

## 編劇作品

### 劇集
- 《大醫院小醫師》（2000年）
- 《流氓教授》（2001年）
- 《燕子啊》（2001年）
- 《流星花園Ⅱ》（2002年）
- 《狂愛龍捲風》（2003年）
- 《赴宴》（2003年）
- 《戰神》（2004年）
- 《絕地花園～黑夜藍天》（2005年）
- 《天堂來的孩子》（2006年）
- 《深情密碼》（2006年）
- 《牽牛花開的日子》（2008年）
- 《光陰的故事》（2008年）
- 《第二回合我愛你》（2010年）
- 《飯糰之家》（2010年）
- 《我可能不會愛你》（2011年）
- 《罪美麗》（兼製作人，2012年）
- 《妹妹》（兼製作人，2014年）
- 《長在麵包樹上的女人》（2015年）
- 《植劇場－荼蘼》（2016年）
- 《我的男孩》（2017年）
- 《愛情發生在三天後》（2022年）(編劇顧問)
- 《不夠善良的我們》（2024年）

### 電影
- 《誰先愛上他的》（2018/11/02）
- 《傻傻愛你，傻傻愛我》（2019/11/01）
- 《我沒有談的那場戀愛》(2021/2/10)

### 小說
- 《馬子們！寫給曾經被我愛過傷害過的你們》（2011年12月出版，大田出版）
  - 《即使如此我還是喜歡你》（繪本奈央作畫的漫畫，2013年12月11日出版，講談社，亦改編成同名電視劇）

## 導演作品

### 舞台劇
- 《黑夜白賊》（1996年，屏風表演班）
- 《大家安靜》（1998年，臺北故事劇場）
- 《露露聽我說》（1999年，臺北故事劇場）
- 《假期愉快》（1999年，親愛的劇團）
- 《花季未了》（2011年，臺北故事劇場）
- 《聖誕快樂》（2014年，親愛的劇團）

### 電視劇
- 2012年《罪美麗》
- 2024年《不夠善良的我們》

### 電影
- 2018 《誰先愛上他的》[5]（與許智彥共同執導）
- 2021 《我沒有談的那場戀愛》（與許智彥共同執導）

### 音樂錄影帶
- 2019 梁靜茹《我好嗎》
- 2020 萬芳《給妳們》
- 2024 蔡健雅《善良的我們》

## 填詞
- 萬芳〈練習失去〉（2015年，滾石唱片）收錄於《一半。萬芳的小劇場》
- 萬芳〈給妳們〉（2020年，何樂音樂）收錄於《給你們》

## 演出作品
- 2019年：《我們與惡的距離》飾演 法官（客串）
- 2019年：《俗女養成記》飾演 面試官（客串）

## 监制作品
- 2023年《童话故事下集》（李念修 自编自导）[6]

## 獲獎與提名
| 年度   | 大獎                          | 獎項                     | 作品                   | 結果 |
| ------ | ----------------------------- | ------------------------ | ---------------------- | ---- |
| 2001年 | 第36屆金鐘獎                  | 連續劇編劇獎             | 《大醫院小醫師》       | 提名 |
| 2001年 | 第36屆金鐘獎                  | 連續劇編劇獎             | 《流氓教授》           | 提名 |
| 2004年 | 第39屆金鐘獎                  | 戲劇類編劇獎             | 《赴宴》               | 提名 |
| 2005年 | 第40屆金鐘獎                  | 戲劇類編劇獎（單元劇）   | 《黑夜藍天》           | 提名 |
| 2009年 | 第44屆金鐘獎                  | 戲劇節目編劇獎           | 《光陰的故事》         | 提名 |
| 2012年 | 第47屆金鐘獎                  | 戲劇節目編劇獎           | 《我可能不會愛你》     | 獲獎 |
| 2013年 | 第48屆金鐘獎                  | 戲劇節目編劇獎           | 《罪美麗》             | 提名 |
| 2015年 | 第50屆金鐘獎                  | 戲劇節目編劇獎           | 《妹妹》               | 提名 |
| 2017年 | 第52屆金鐘獎                  | 戲劇節目編劇獎           | 《植劇場－荼蘼》       | 提名 |
| 2017年 | 第22屆亞洲電視大獎            | 最佳原創劇本獎           | 《植劇場－荼蘼》       | 獲獎 |
| 2018年 | 第55屆金馬獎                  | 最佳新導演獎             | 《誰先愛上他的》       | 提名 |
| 2018年 | 第55屆金馬獎                  | 最佳原著劇本獎           | 《誰先愛上他的》       | 提名 |
| 2018年 | 香港亞洲電影節                | 亞洲新導演獎             | 《誰先愛上他的》       | 獲獎 |
| 2018年 | 第23屆亞洲電視大獎            | 最佳原創劇本獎           | 《我的男孩》           | 提名 |
| 2019年 | 第21屆台北電影獎              | 最佳編劇                 | 《傻傻愛你，傻傻愛我》 | 提名 |
| 2021年 | 第23屆台北電影獎              | 最佳編劇                 | 《我沒有談的那場戀愛》 | 獲獎 |
| 2024年 | 第6屆亞洲內容大獎&全球OTT大獎 | 最佳編劇獎               | 《不夠善良的我們》     | 提名 |
| 2024年 | 第59屆金鐘獎                  | 迷你劇集／電視電影導演獎 | 《不夠善良的我們》     | 提名 |
| 2024年 | 第59屆金鐘獎                  | 迷你劇集／電視電影編劇獎 | 《不夠善良的我們》     | 提名 |

## 腳註
1. ↑  . 台灣電影網.   [2021-03-24]. （原始内容存档于2021-08-10）.
2. ↑  1996年4月由李國修提出建議，改徐美娟為徐譽庭。
3. ↑  . 公共電視文化事業基金會.   [2021-03-24]. （原始内容存档于2021-08-10）.
4. ↑  .   [2010-03-20]. （原始内容存档于2007-05-27）.
5. ↑  BIOS monthly. .   [2019-03-07]. （原始内容存档于2019-11-01）.
6. ↑  . 大纪元 www.epochtimes.com. 2023-08-02  [2023-09-12]. （原始内容存档于2023-08-03） （中文（简体））.

## 相關項目
- 屏風表演班

## 外部連結
- YouTube - 關鍵40歲，我們勇敢追夢 （页面存档备份，存于）（天下雜誌專訪）
- 商業周刊 - 女人三十危機　撞出「李大仁」熱潮 （页面存档备份，存于）（商業周刊專訪）
- 徐譽庭的Facebook專頁